# أندرو طومسون
أندرو طومسون (بالإنجليزية: Scot Thompson)‏ هو لاعب كرة قاعدة أمريكي، ولد في 7 ديسمبر 1955 في غروف سيتي ‏ في الولايات المتحدة.

## وصلات خارجية
- أندرو طومسون على موقعبيزبول رفرنس.كوم (الدوري الرئيسي) (الإنجليزية)
- أندرو طومسون على موقعبيزبول رفرنس.كوم (الدوري الثانوي) (الإنجليزية)